# Mike Fitzpatrick
Mike Fitzpatrick (ur. 28 czerwca 1963 w Filadelfii, zm. 6 stycznia 2020) – amerykański polityk, członek Partii Republikańskiej.

## Życiorys
W okresie od 3 stycznia 2005 do 3 stycznia 2007 i ponownie od 3 stycznia 2011 do 3 stycznia 2017 przez cztery dwuletnie kadencje był przedstawicielem ósmego okręgu wyborczego w stanie Pensylwania w Izbie Reprezentantów Stanów Zjednoczonych.
Jego młodszym bratem jest Brian Fitzpatrick.